# Pequeno Livro de Anna Magdalena Bach

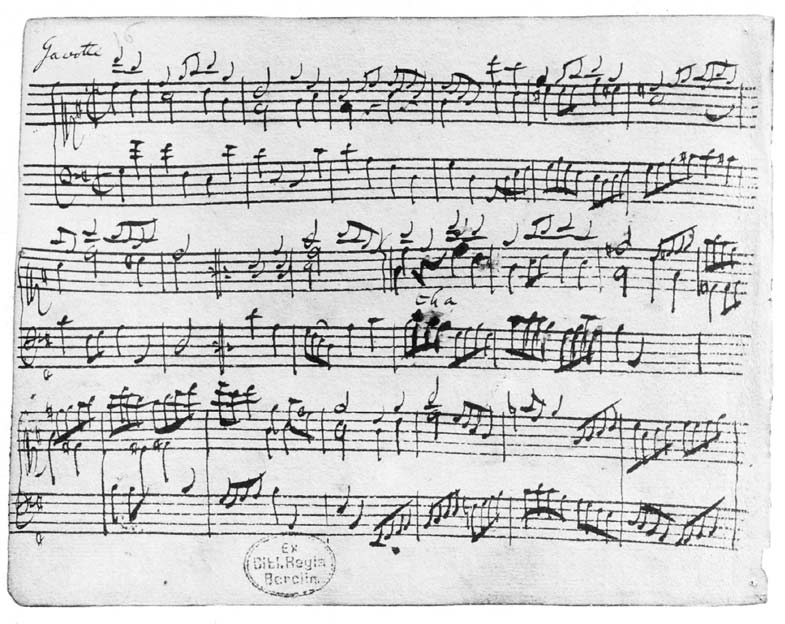
Esta página de 1722 do Pequeno Livro contém a gavota da Suite Francesa No. 5 (BWV 816).

Pequeno Livro de Anna Magdalena Bach é uma obra que consiste de dois cadernos manuscritos que o compositor barroco alemão Johann Sebastian Bach presenteou à sua segunda esposa Anna Magdalena. Música para teclado (minuetos, rondós, polonaises, corais, sonatas, prelúdios, musettes, marchas, gavotas) compõe a maior parte de ambos os cadernos e umas poucas peças para voz (canções, and arias) também são incluídas.
Os dois cadernos são conhecidos pelas datas de suas páginas de título, 1722 e 1725. O título Pequeno livro de Anna Magdalena é usado geralmente para se referir ao último deles. A diferença primária entre as duas coleções é que o caderno de 1722 contém apenas composições de Johann Sebastian Bach (incluindo a maioria das Suítes Francesas), enquanto que o caderno de 1725  é uma compilação de músicas de Bach e outros compositores do período. Ele fornece um vislumbre quase sem paralelos, sobre a música doméstica no século XVIII e o gosto musical da família Bach.

## O caderno de 1722:Suites Francesase miscelânea

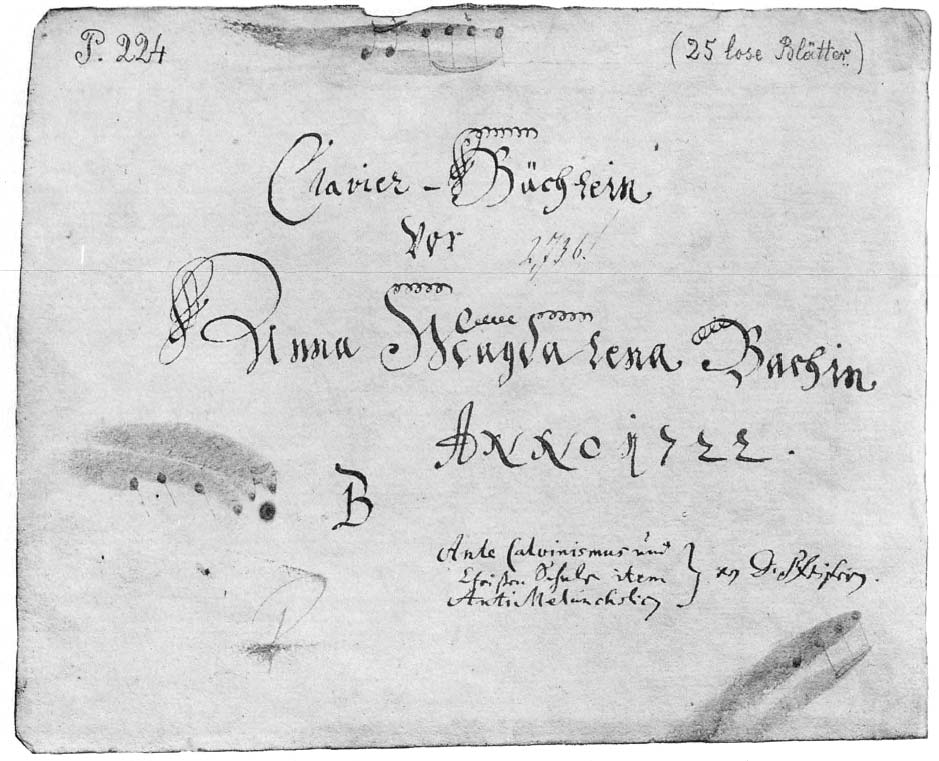
Página do primeiro caderno (1722) de Anna Magdalena Bach. Observe os títulos dos três livros de Pfeiffer books escritos por Bach no canto indferior direito.

Este caderno contém 25 folhas não encadernadas (inclusive duas páginas em branco) que se supõe constituírem apenas um terço do original. O que aconteceu às outras páginas é ignorado. A parte de trás e os cantos são decorados com couro marrom. Papel grená é utilizado para a capa. Na página título está escrito: Clavier-Büchlein vor Anna Magdalena Bach, Anno 1722 com a letra de Anna Magdalena. Por alguma razão desconhecida dos pesquisadores, Johann Sebastian anotou no canto inferior direito da primeira página os títulos dos três livros do teólogo August Pfeiffer (falecido em 1698):
- "Ante Calvinismus" é o título mal grafado e resumido de Anti-calvinismus, oder Unterredungen von der Reformierten Religion (literally "Anti-Calvinismo, ou Diálogos sobre a religião reformada ").
- O "item Christen Schule" se refere ao Evangelische Christen Schule ("Escola Cristã Evangélica") de Pfeiffer.
- "AntiMelancholicus" é Anti-melancholicus, oder Melancholey-Vertreiber (literally "Anti-melancolia, ou [algo ou alguém utilizado para combater a melancolia]").

O caderno contém as seguintes obras, a maioria escritas pela própria mão de Johann Sebastian:
- Cinco suites para teclado. As três primeiras, são fragmentos de peças que hoje são conhecidas como as três primeiras Suites Francesas, BWV 812–816. As próximas duas são as suites completas, Suites Francesas nº 4 e n° 5, BWV 815–816. Os minuetos das suites 2 e 3 estão separados das demais peças que integram as duas suites e acredita-se que tenham sido um acréscimo posterior, algum tempo antes de 1725, feito por Anna Magdalena (é quase certo que a letra do manuscrito é dela).
- Fantasia pro organo, Fantasia para órgão, inacabada, BWV 573. Uma pequena peça para órgão, 12 compassos completos e o início do do 13º compasso.
- Ária com variações, em dó menor, incompleta, BWV 991. os primeiros 10 compassos possuem uma escrita a duas vozes coerente mas nos 35  compassos restantes foi escrita apenas uma voz.
- "Jesus, meine Zuversicht", prelúdio coral, BWV 728. Uma pequena peça (9 compassos) a três vozes com duas seções e uma repetição para cada seção.
- "Minueto em Sol maior", BWV 841 (não confundir com o "Minueto em Sol maior" de Petzold do caderno de 1725). Uma pequena dança com uma escrita simples a duas vozes e duas seções, cada uma com uma repetição.

## O caderno de 1725

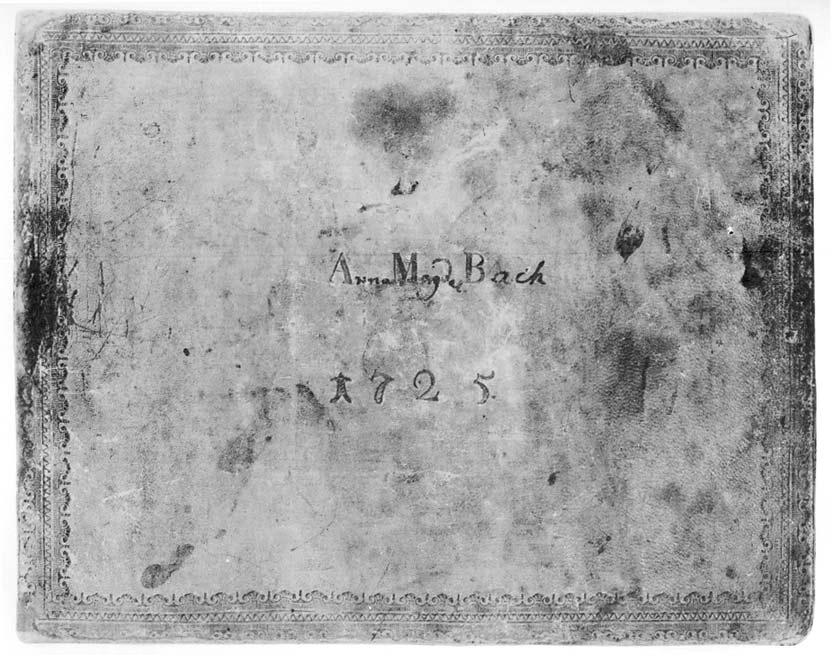
Capa do segundo caderno (1725) de Anna Magdalena Bach.

O caderno de 1725 é maior e mais belamente decorado do que o caderno de 1722. Papel verde claro é usado para capa da frente e o nome de Anna Magdalena, e o ano, "1725", são gravados a ouro. Todas as páginas são douradas (gilt edging - isto é as bordas das páginas são pintadas a ouro). A maioria das entradas no caderno de 1725 são escritas pela própria Anna Magdalena com outras escritas pela mão de Johann Sebastian, algumas pelos seus filhos Johann Christian e Carl Philipp Emanuel e umas poucas por amigos da família como Johann Gottfried Bernhard e  Johann Gottfried Heinrich.
Embora o caderno de 1725 contenha obras compostas por Johann Sebastian Bach, ele também possui alguns trabalhos de muitos outros compositores. A autoria de várias obras é indicada no próprio caderno enquanto que outras foram estabelecidas pelos pesquisadores, os autores de ainda outras, inclusive várias canções populares da época, permanecem desconhecidos.
Aqui está uma lista completa das peças incluídas neste caderno na ordem em que aparecem:
- Partita para teclado em Lá menor, BWV 827. Esta é a terceira do conjunto de Partitas para teclado BWV 825–830, composto por Bach e que foi publicado em 1731 como o primeiro volume do Clavier-Übung.
- Partita para teclado em Mi menor, BWV 830. Esta é a sexta do conjunto de Partitas para teclado BWV 825–830.
- Minueto em Fá maior, BWV Anh. 113.

- Minueto em Sol maior, BWV Anh. 114. Usualmente atribuído a Christian Petzold.
- Minueto em Sol menor, BWV Anh. 115. Usualmente atribuído a Christian Petzold.
- Rondó em Si bemol maior, BWV Anh. 183. Esta peça é de François Couperin e é mais conhecida pelo seu título original: Les Bergeries.
- Minueto em Sol maior, BWV Anh. 116.
- Polonaise em Fá maior, BWV Anh. 117a.
- Polonaise em Fá maior, BWV Anh. 117b.
- Minueto em Si bemol maior, BWV Anh. 118.
- Polonaise em Sol menor, BWV Anh. 119.
- Prelúdio coral "Wer nur den lieben Gott läßt walten", BWV 691.
- Transcrição do coral "Gib dich zufrieden und sei stille" em Fá maior, BWV 510.
- Transcrição do coral"Gib dich zufrieden und sei stille" em Mi menor, BWV 511.
- Transposição do coral"Gib dich zufrieden und sei stille" em Sol menor, BWV 512.
- Minueto em Lá menor, BWV Anh. 120.
- Minueto em Dó menor, BWV Anh. 121.
- Marcha em Ré maior, BWV Anh. 122. Usualmente atribuída a Carl Philipp Emanuel Bach.
- Polonaise em Sol menor, BWV Anh. 123. Usualmente atribuída a Carl Philipp Emanuel Bach.
- Marcha em Sol maior, BWV Anh. 124. Usualmente atribuída a Carl Philipp Emanuel Bach.
- Polonaise em Sol menor, BWV Anh. 125. Usualmente atribuída a Carl Philipp Emanuel Bach.
- Ária "So oft ich meine Tobackspfeife" em Ré menor, BWV 515.
- Ária"So oft ich meine Tobackspfeife" em Sol menor, BWV 515a.
- Menuet fait par Mons. Böhm, de Georg Böhm. Não incluído no catálogo BWV.
- Musette em Ré maior, BWV Anh. 126.
- Marcha em Mi bemol maior, BWV Anh. 127.
- (Polonaise) em Ré menor, BWV Anh. 128.
- Ária "Bist du bei mir", BWV 508. Esta provavelmente é a ária mais conhecida do caderno de 1725. Usualmente é atribuída a Gottfried Heinrich Stölzel.
- Ária para teclado em Sol maior, BWV 988/1. Outra peça bem conhecida. Esta é a Ária das Variações Goldberg, BWV 988.

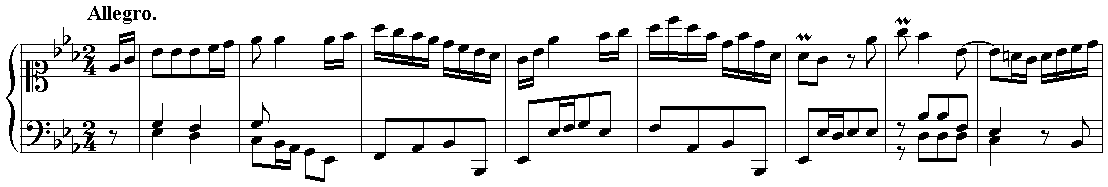
Compassos de abertura do Solo per il cembalo de C.P.E. Bach, peça número 27 do Pequeno Livro de Anna Magdalena, de 1725.

- Solo per il cembalo em Mi bemol maior, BWV Anh. 129. Peça para cravo de Carl Phillip Emanuel Bach.
- Polonaise in Sol maior, BWV Anh. 130. possivelmente composta por Johann Adolph Hasse.
- Prelúdio em Dó maior, BWV 846/1. Primeiro prelúdio do livro 1 do Cravo Bem Temperado. Foram omitidos os compassos 16-20, muito provavelmente para que a peça coubesse em duas páginas.
- Suite para teclado em Ré menor, BWV 812. Esta é a Suite Francesa número 1.
- Suite para teclado em Dó menor, BWV 813. Versão incompleta da segunda Suite Francesa.

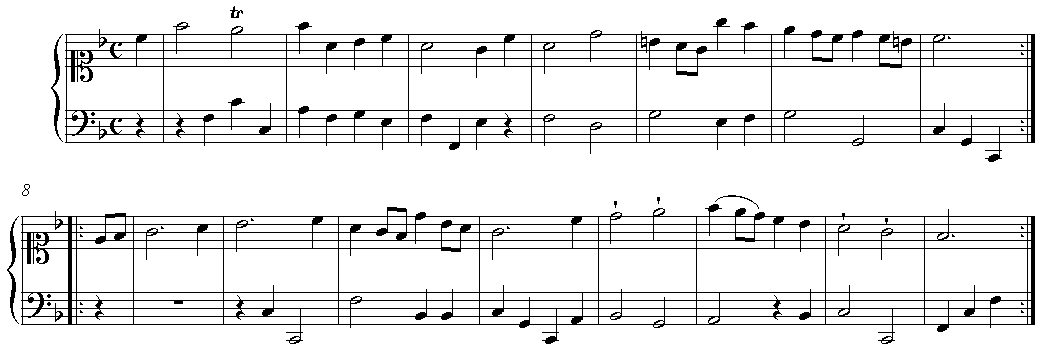
Movimento em Fá maior, sem título, peça número 32 do Pequeno livro de Anna Magdalena.

- Movimento em Fá maior, BWV Anh. 131. A letra parece ser de criança e aparentemente a peça é uma tentativa de criar um baixo para uma dada melodia.
- Ária "Warum betrübst du dich", BWV 516.
- Recitativo "Ich habe genug" e ária "Schlummert ein, ihr matten Augen" (solo), BWV 82/2,3.
- Transcrição do coral "Schaff's mit mir, Gott", BWV 514.
- Minueto em Ré menor, BWV Anh. 132.
- Ária "Wilst du dein Herz mir schenken" (sub-intitulada Ária di Giovannini), BWV 518.
- Ária "Schlummert ein, ihr matten Augen", inacabada, BWV 82/3.
- Transcrição do coral "Dir, dir Jehova, will ich singen" (version for choir), BWV 299.
- Transcrição do coral"Dir, dir Jehova, will ich singen" (solo), BWV 299.
- Canção "Wie wohl ist mir, o Freund der Seelen", BWV 517.
- Ária "Gedenke doch, mein Geist, zurücke", BWV 509.
- Coral "O Ewigkeit, du Donnerwort", BWV 513.